# Вибір короля
«Вибір короля» (норв. Kongens nei) — норвезько-ірландський військово-історичний фільм, знятий Еріком Поппе. Прем'єра стрічки відбулась 23 вересня 2016 року на кінофестивалі в Осло. Фільм розповідає про події в Норвегії в квітні 1940 року, коли король Гокон VII став на заваді гітлеровському вторгненню.
Фільм був висунутий Норвегією на премію «Оскар» за найкращий фільм іноземною мовою.

## У ролях
- Еспер Крістенсен — Гокон VII
- Андерс Баасмо Крістіансен — Олаф V
- Тува Новотни — Марта Шведська